# 奧托·安布羅斯
奧托·安布羅斯（德語：Otto Ambros；1901年5月19日—1990年7月23日）是德國化學家和納粹戰爭犯。他因在二戰期間從事合成橡膠（順丁橡膠）和神經毒劑（沙林和塔崩）的研究而聞名。終戰後，他在紐倫堡受審，並因使用莫諾維茨集中營的奴隸勞工而被判犯有危害人類罪。